# Szélenergia

Egy modern szélkerék

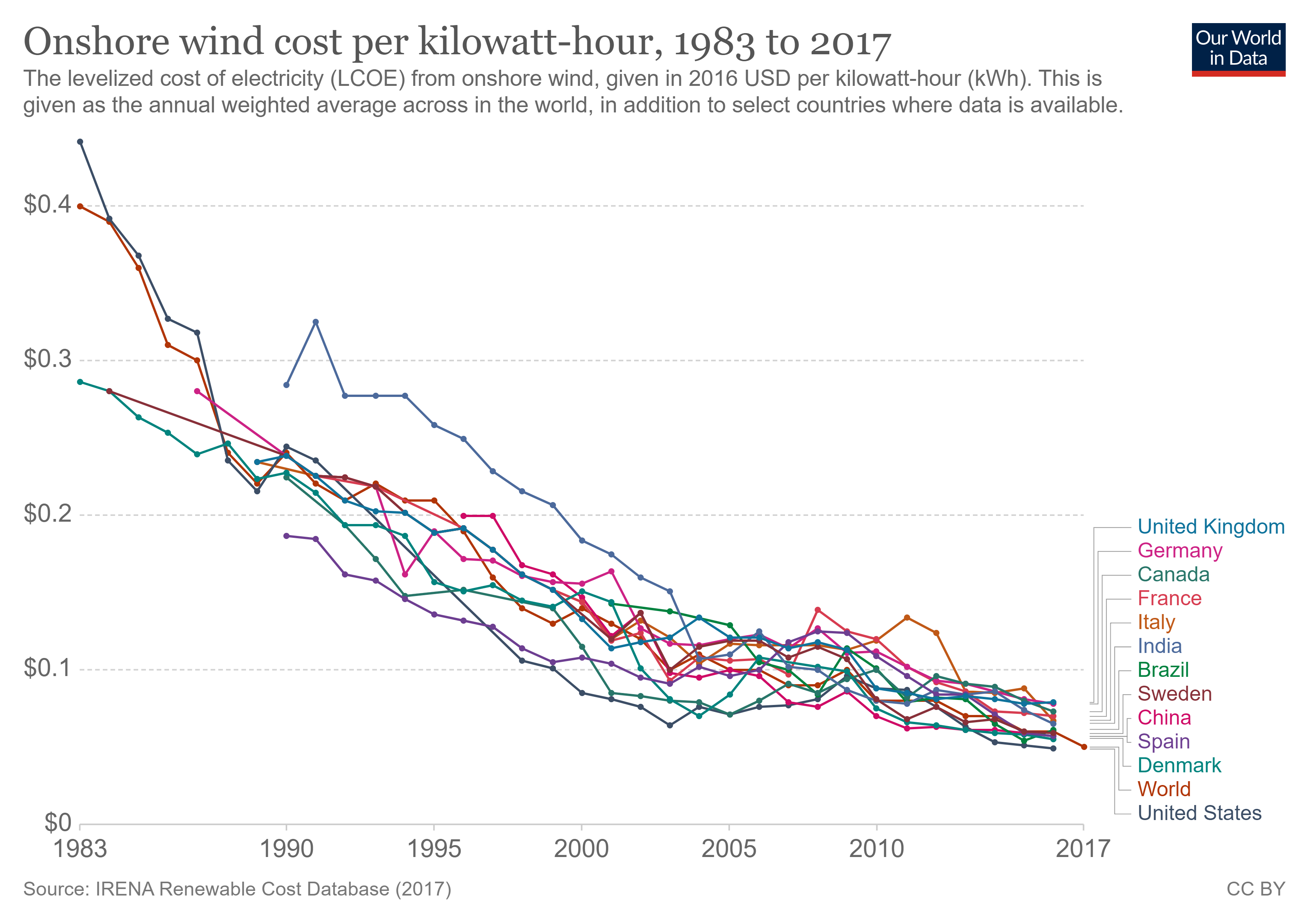
A szélenergia termelési költségének alakulása kilowattóránként 1983 és 2017 között

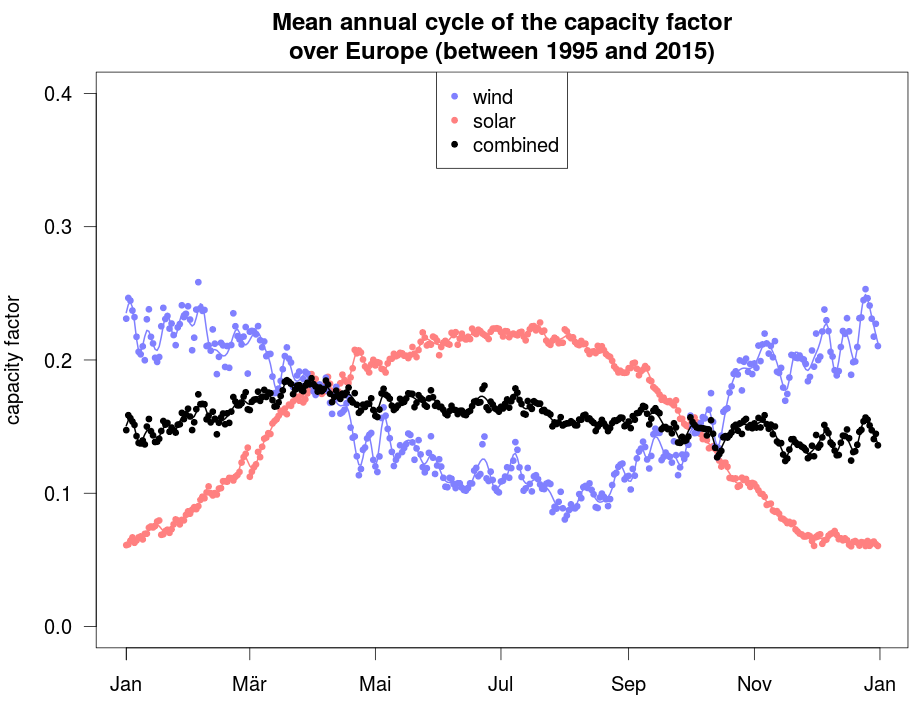
A szélerőművek és a naperőművek termelési ingadozása Európában. Akkor a legkisebb a termelési ingadozás, ha szél- és naperőműveket egyaránt építenek.

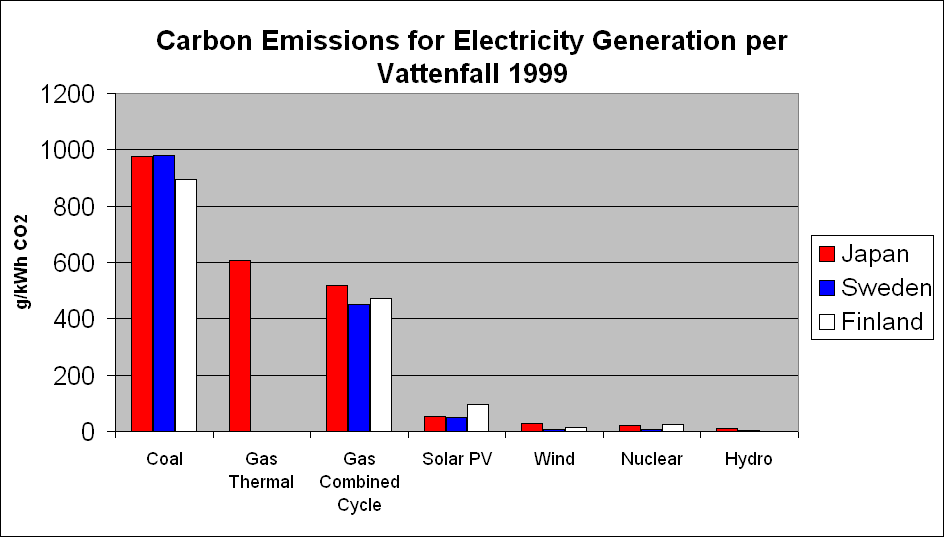
A Vattenfall közművállalat tanulmánya megállapította, hogy a megújuló energiaforrásokat hasznosító erőművek és az atomerőművek sokkal kevesebb üvegházhatású gázt bocsátanak ki, mint a fosszilis erőművek.

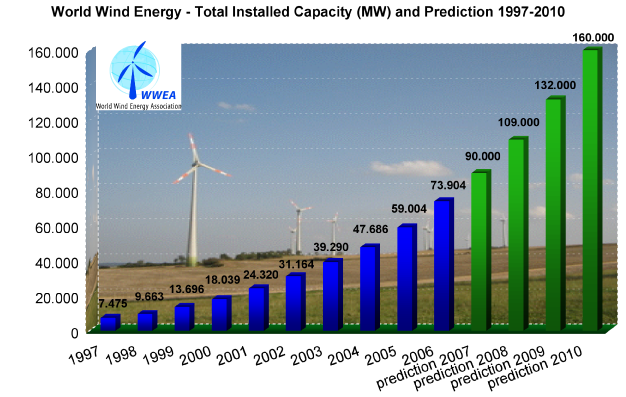
A világ szélenergetikája MW-os kapacitásban jelezve és előrevetve 1997-2010 között. Magyarország a 32. a világ nemzetei között a szélenergiát előállító országok ranglistáján

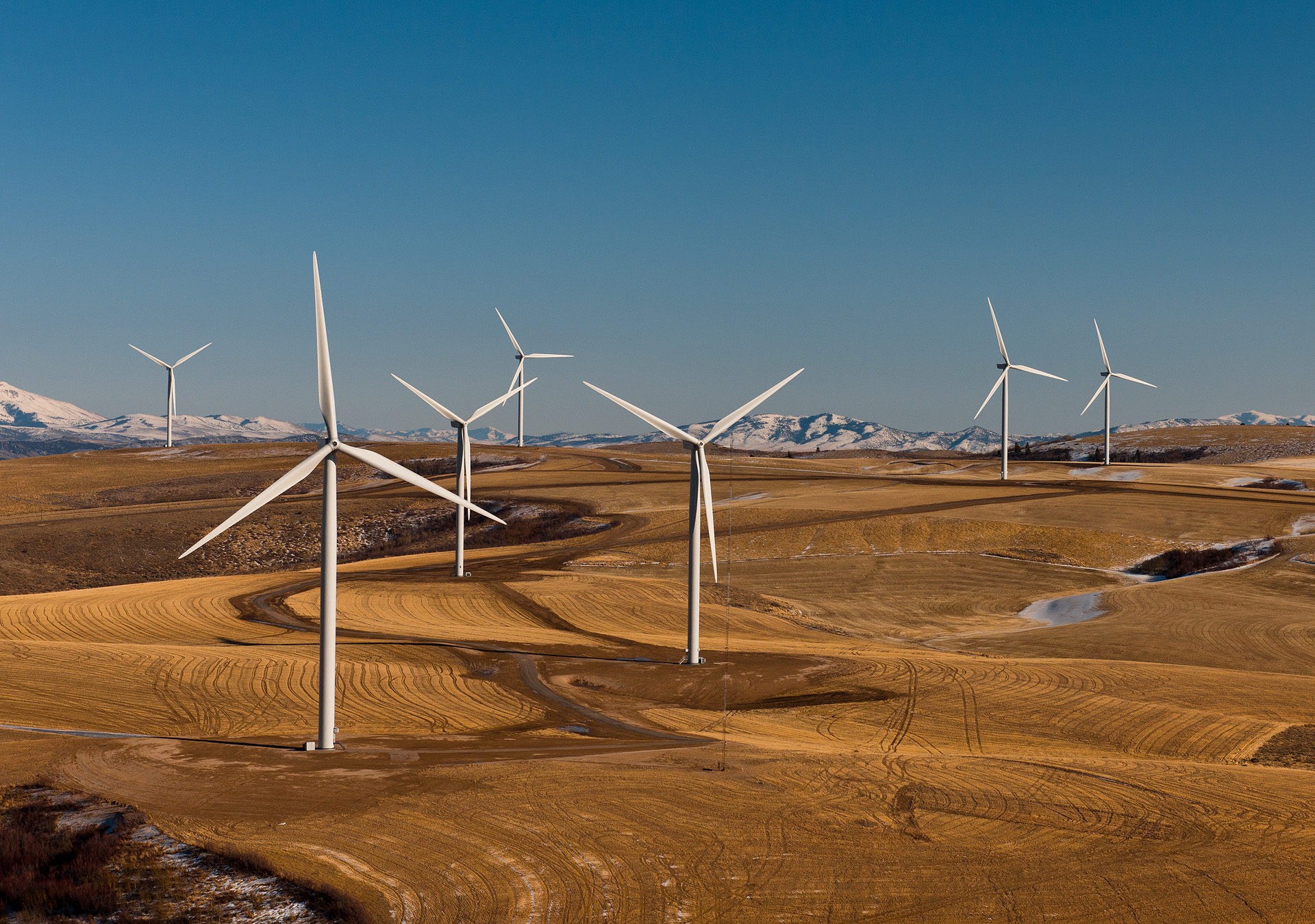
Szélfarm Észak-Amerikában

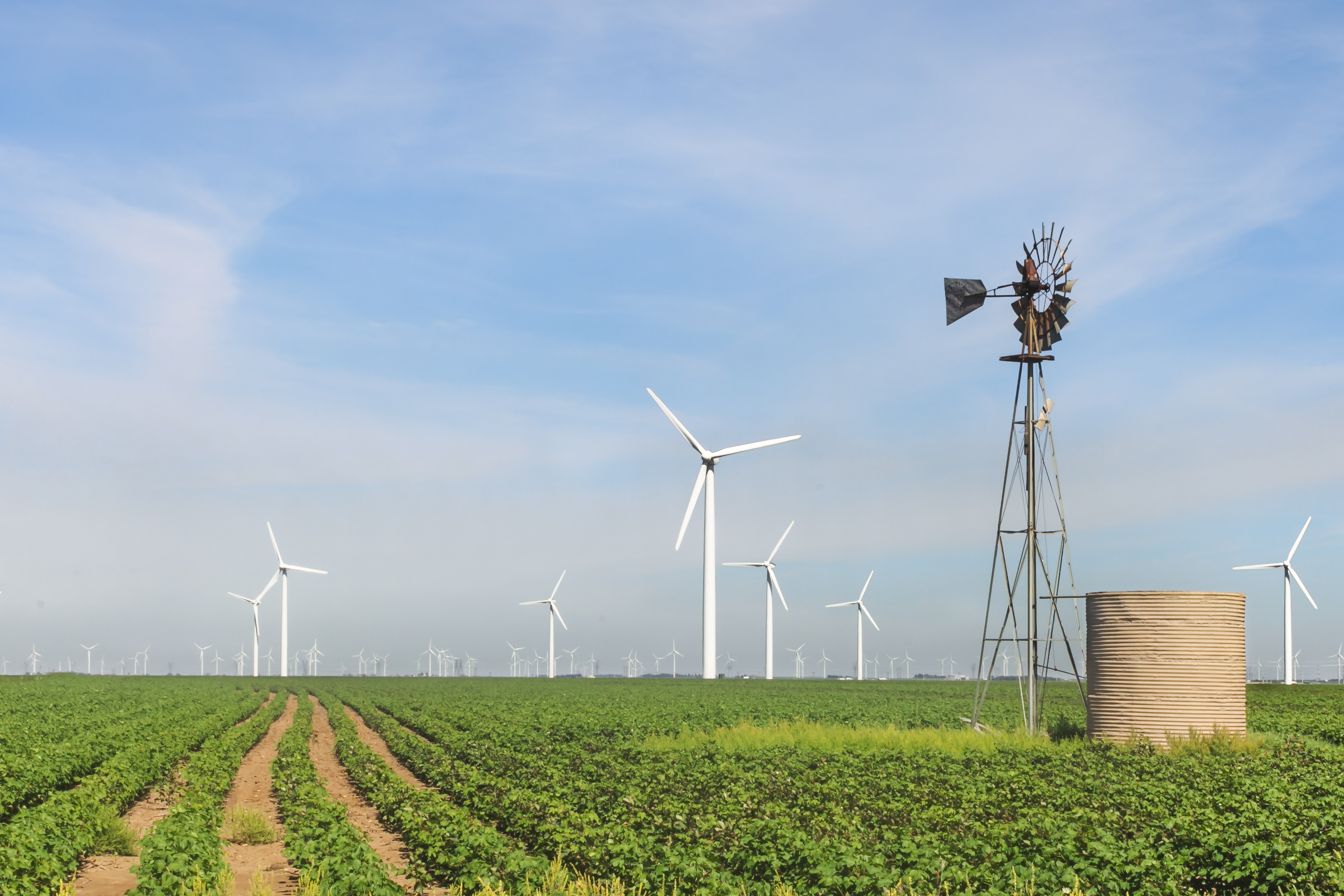
Szélfarm Texas nyugati részén (USA)

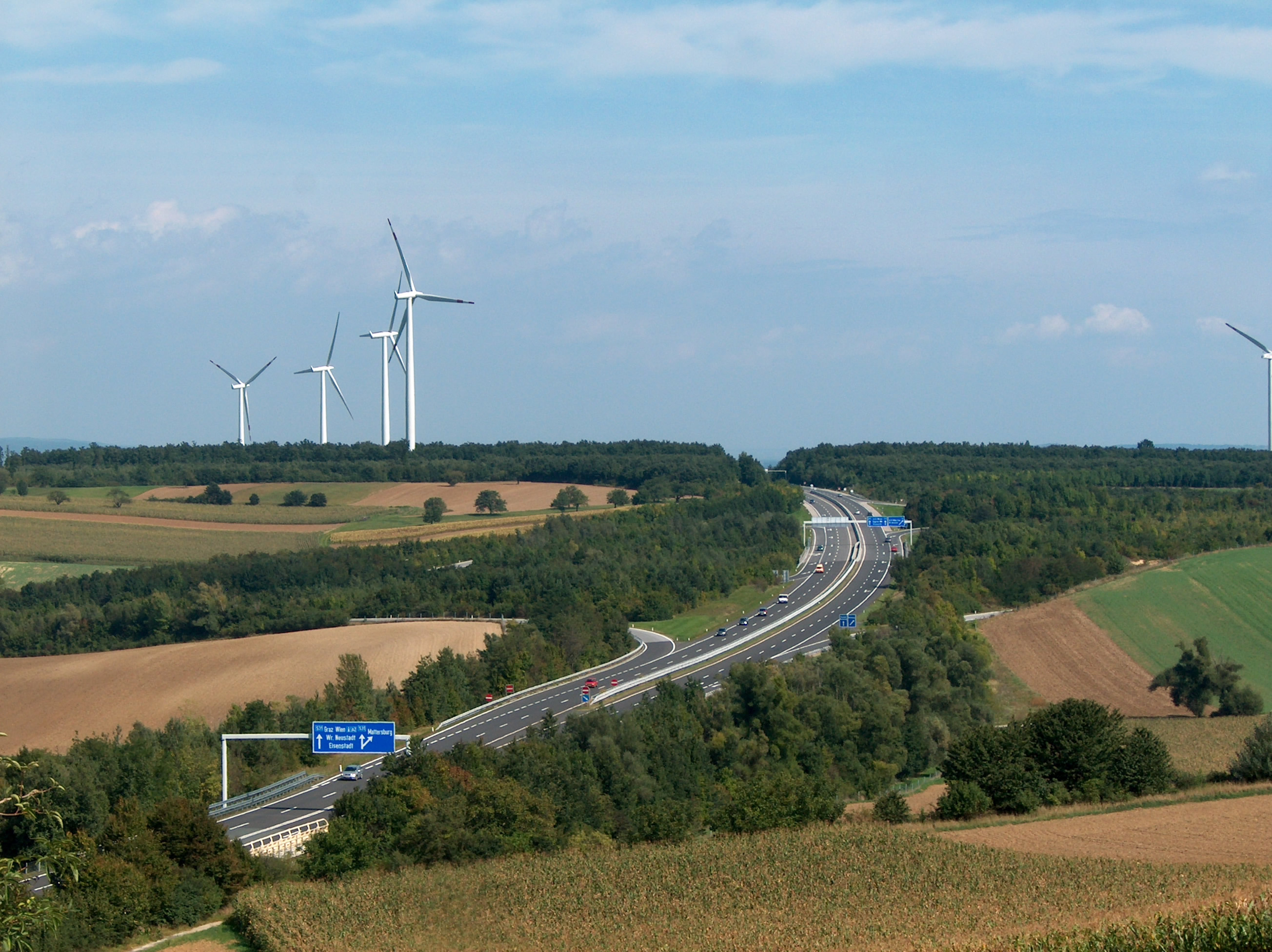
Szélerőművek Ausztriában, Kismarton közelében

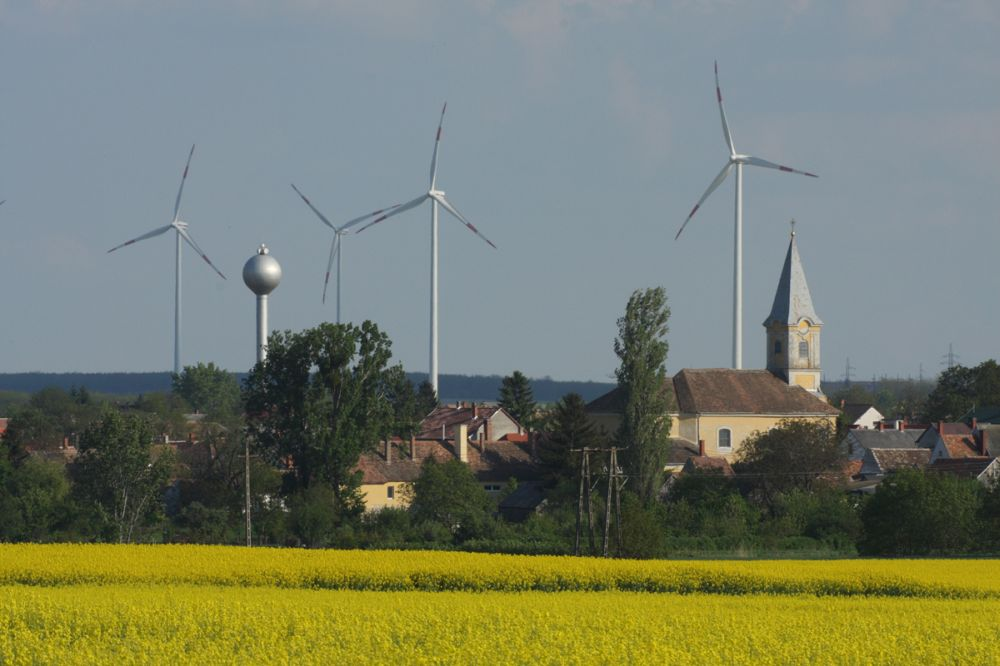
Látkép a peresztegi templommal, háttérben a sopronkövesdi szélturbinák

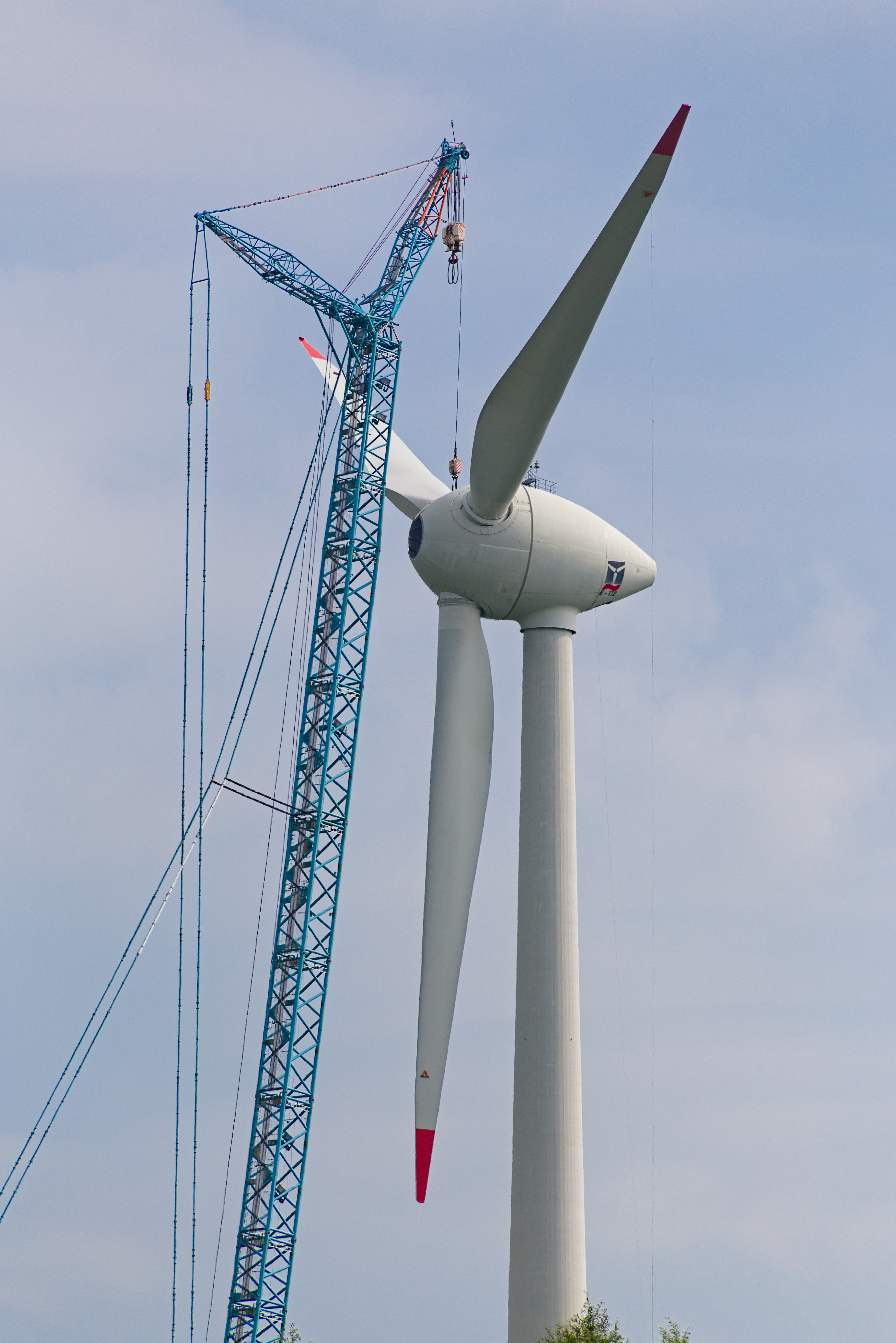
Egy telepítés alatt álló szélturbina

A szélenergia a levegő mozgási energiáját jelenti. Ezen energiát az emberiség már régóta hasznosítja különböző energiaátviteli-módszerek segítségével.  A vitorlás hajók mellett a legöregebb ebbe a kategóriába tartozó technológia a szélmalom, amelyben a szélenergia csak mechanikus szerkezetet működtetett és fizikai munkát végzett, mint a gabonaőrlés, vagy a víz szivattyúzása. Ennél modernebb felhasználási formája a szélturbina lapátjainak forgási energiáját alakítja át elektromos árammá. A szélturbinákat ma már ipari méretekben, nagy csoportokban is felhasználják szélfarmjaikon a nagy áramtermelők, de nem ritkák a kis, egyedi turbinákat működtető telepek sem, amelyeknek különösen olyan környezetben veszik nagy hasznát, amelyek távol vannak a nagyfeszültségű elektromos hálózattól, ezért költséges lenne a felhasználás helyéig kiépíteni a vezetékeket.
A szélenergia felhasználásának nagy előnyei között van, hogy nem igényel semmilyen tüzelőanyagot, emellett a működése nem jár semmiféle melléktermék kibocsátásával, így környezetkímélően működik és a szél kifogyhatatlansága miatt a megújuló energiaforrások közé tartozik. Minden érv a szélenergia fejlesztése mellett szól: a szélenergia ma már a legolcsóbb energiaforrás, a szélerőművek építése pedig gyorsan megtérül. Nem bocsájtanak ki szén-dioxidot, javítják az ellátásbiztonságot, növelik az ország energiafüggetlenségét, emellett a napenergiához képest a szélenergiának lényegesen kisebb a termelési ingadozása. A megújuló energiaforrásokból nyert áramtermelés ingadozása pedig akkor a legkisebb, ha mind szélerőművek, mint pedig naperőművek rendelkezésre állnak egy országban, ugyanis ellensúlyozzák a másik erőmű ingadozásait: téli időszakban és rossz idő esetén kevesebb áramot termelnek a naperőművek, de többet a szélerőművek; nyári időszakban és jó idő esetén viszont a szélerőművek termelnek kevesebb áramot, a naperőművek pedig többet.
A szélenergia mellett szóló érvek ellenére a magyar kormány elutasítja a szélerőművek építését, a 2016-ban elfogadott Don Quijote-törvénnyel pedig gyakorlatilag betiltották a szélerőművek építését. A tilalom mellett semmilyen érdemi érvet nem hoztak fel, csupán néhány könnyen cáfolható panelszöveggel próbálták magyarázni a szélerőművek építésének tilalmát.

## Története

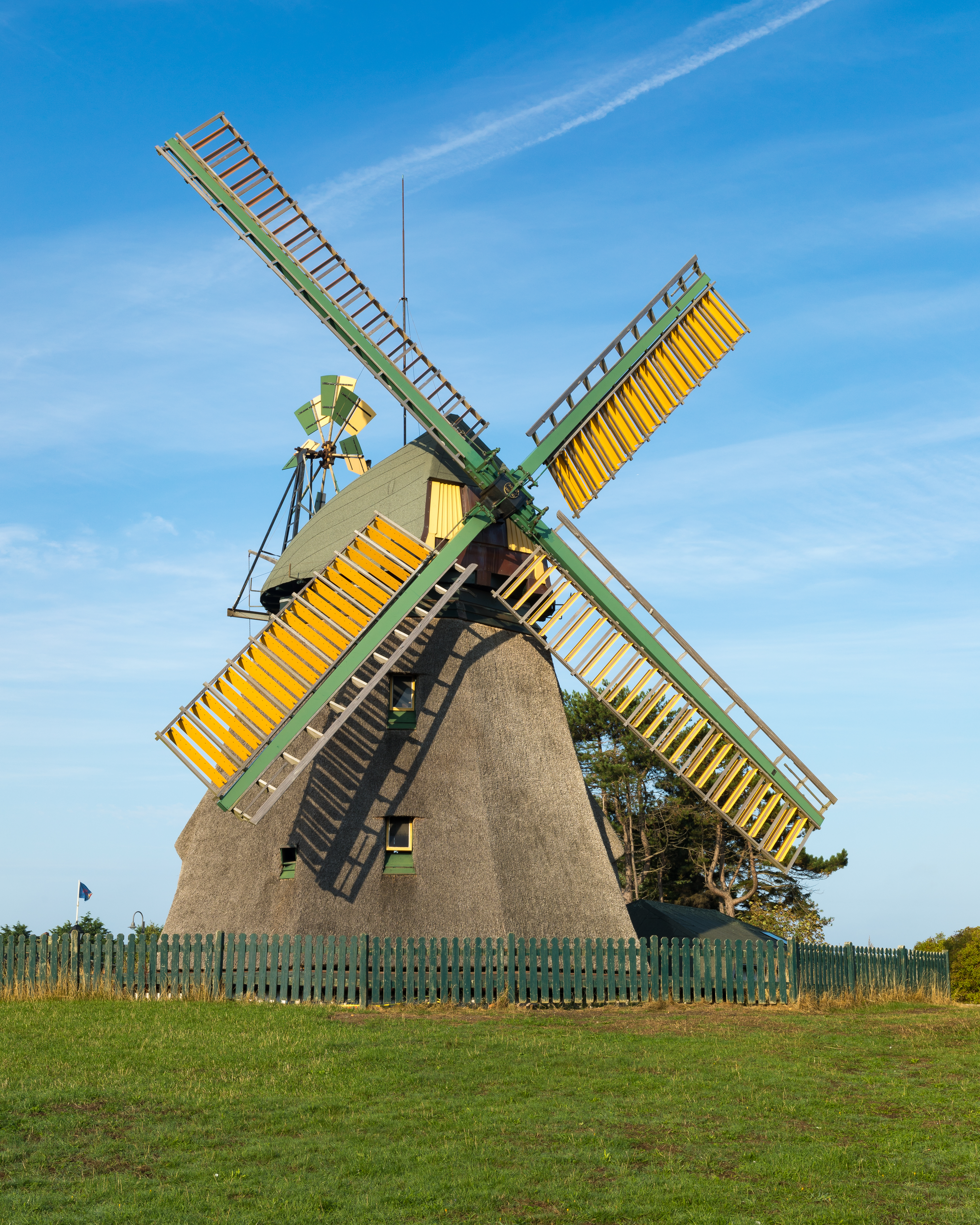
Egy régi szélmalom

A szél mozgási energiáját évezredek óta használják például a vitorla segítségével, de az építészetben is hasonlóan régóta alkalmazzák különböző szellőzőrendszerek működtetésére. Az első, szél által hajtott gép, Herón szélkereke a 2. századból.
A szél energiáját használták a középkorból ismert szélmalmok is, melyek a 9. században jelentek meg a mai Irán területén, bár egyes elméletek szerint már a 7. században is használatban voltak. A Közel-Keleten és Közép-Ázsiában ettől kezdve egyre inkább elterjedtek eme szerkezetek, India és Kína is átvette használatukat, míg 1180 körül már Északnyugat-Európában is számos helyen alkalmazták, elsősorban gabona őrlésére, de a földek lecsapolására is, hogy azok mezőgazdasági művelésre vagy építkezésre alkalmassá váljanak. Az amerikai kontinensre az európai telepesek vitték el a technológiát.
A szél energiáját elektromosság termelésére a 19. század végén kezdték használni, és az 1920-as években az Egyesült Államok vidéki területein egyre több helyen alkalmaztak hasonló technológiákat, ám ezek az áramhálózat terjedésével elavulttá váltak, így a szélenergia csak a 20. század végén jutott nagyobb szerephez. A 21. század elején a technológiai fejlődésnek köszönhetően a szélenergia ára rohamosan csökken és jelenleg ez az egyik leggyorsabban bővülő energiaforrás, évi 20% körüli kapacitásbővüléssel.

## Gazdaságosság
A szélenergia ára folyamatosan csökken, a napenergiával együtt ma már a legolcsóbb módja az áramtermelésnek.
A világ szélenergiatermelése gyorsan növekszik, egyre több helyen már ma is fontos szerepet játszik az áramtermelésben. Dánia áramtermelésének a 48%-a, Írország áramtermelésének pedig a 33%-a származik éves szinten csak a szélenergiából.

## A szél energiája
A Nap Földet elérő energiájának 1-4%-a alakul szélenergiává. Ez 50-100-szor nagyobb mennyiség, mint amennyit a Föld teljes növényvilága konvertál a fotoszintézisen keresztül. E szélenergia jó része nagy magasságokban található, ahol a szél folyamatos sebessége meghaladhatja a 160 km/h-t. A súrlódáson keresztül a szélenergia szétoszlik a Föld atmoszférájában és felszínén.
A szél abból keletkezik, hogy a Földet forgása következtében egyenetlenül éri a Nap hője. A pólusok kevesebb energiát kapnak, mint az egyenlítői régiók, a szárazföld gyorsabban melegszik fel és hűl le, mint a tengerek. A hőmérsékleti különbségek a földfelszíntől a sztratoszféráig terjedő rétegekben globális légáramlási rendszert tartanak mozgásban.
A szelek mozgását egy sor egyéb tényező is komplikálja, mint az évszakok vagy a nappal és éjszaka váltakozása, a Coriolis-erő, a föld és a víz fényvisszaverő képességének, a nedvességtartalomnak és a szélsúrlódásnak az egyenetlenségei.

## Európa és Magyarország
Európa beépített szélenergia teljesítményét 2008-ban Németország vezette: 23 903 megawatt volt az elméleti maximum teljesítmény (ha minden szélerőmű működne teljes kapacitáson jele MWp vagy kWp) , Dániában 21,3%-át, az EU-27 átlagában pedig az összes áramfelhasználás 3,8 százalékát a szél fedezte. Európában a második Spanyolország 16 740 megawatt beépített teljesítménnyel. A kontinensen mindenki más jelentősen le van maradva ezen a téren a két listavezető mögött. Olaszország 3736 MW; Franciaország 3404 MW; Nagy-Britannia 3241 MW; Dánia 3180 MW; Portugália 2862 MW; Svédország 1021 MW; Ausztria 995 MW.
Ausztriában 2018-ban 1313 szélerőmű állt 3.045 Megawatt teljesítménnyel, ebből a legtöbb Alsó-Ausztriában 729 db 1661,4 MW teljesítménnyel, majd Burgenlandban 446 db 1050 MW teljesítménnyel.
Általában elmondható, hogy a volt keleti blokk tagjai ezen a téren jelentős elmaradásban vannak, de dinamikus növekedés várható. Szlovéniában a 2008-as év végéig egyáltalán nem tartanak számon országos hálózatra termelő szélerőművet. Romániában 10 megawatt, Szlovákiában 3 MW, Svájcban 12 MW, Horvátországban 18 MW, Litvániában pedig 55,5 megawatt, Magyarországon 127 megawatt kapacitást tartottak számon. A régió további országai közül Lengyelország 472 MW, Bulgária 158 MW, Csehország 150 MW beépített teljesítményével azonban megelőzik Magyarországot.
Európa legtöbb országában és az Európai Unióban a megújuló energiafajták, köztük főképp a szélenergia hasznosítását kiemelt feladatnak tekintik.
Magyarországon a következő másfél évre a nagy áramszolgáltató vállalatok 1687 megawatt új kapacitás létesítését szeretnék, a legtöbbet az ÉDÁSZ, a folyamatot azonban szabályozási viták nehezítik. Általában az ország adottságait nem tekintik nagyon jónak ehhez az iparághoz, mivel az átlagos szélsebességek viszonylag alacsonyak.
Az országban szélerőmű működik például Kulcson, Újrónafőn, Vépen és Szápáron.

### A magyarországi szabályozás

A TVA szivattyús víztározós energiatároló-létesítmény diagramja az amerikai Tennessee állambeli Raccoon Mountain szivattyús tároló üzemben

A magyar Országgyűlés 2016-ban egy olyan törvényt hozott, mellyel gyakorlatilag betiltották a szélerőművek építését. A törvény szerint ugyanis csak olyan helyre lehet szélturbinát építeni Magyarországon, mely minimum 12 km-es távolságra van a legközelebbi lakott területtől. Magyarországnak azonban a sűrű beépítettsége miatt nincs olyan pontja, ahol ne lenne 12 km-en belül lakott terület, így ezzel a törvénnyel ellehetetlenítették a szélerőművek építését.
A tilalom mellett semmilyen érdemi érvet nem hozott fel a kormánytöbbség, csupán néhány könnyen cáfolható panelszöveggel próbálták magyarázni a más európai országokban egyértelműen sikeres szélerőművek építésének tilalmát.
| A szélerőművek tiltása mellett felhozott kormányzati panelszövegek                                                                             | Cáfolatuk |
| --- | --- |
| Magyarország nem alkalmas a szélenergia hasznosítására.                                                                                        | A LÉGKÖR című szakmai folyóiratnak egy 2015-ös szaktanulmányából kiderül, hogy az EWEA statisztikai kimutatása alapján akár 1,8 Gigawattnyi áramot is lehetne a hazai szélerőművekben termelni, ha további szélerőművek épülnének. Ez közel akkora teljesítmény, mint a paksi atomerőmű éves teljesítménye, mely fedezné Magyarország villamosenergia-igényének 30-40 százalékát. |
| A szélerőművek környezetszennyező módon termelnek áramot.                                                                                      | A szélerőművek teljes életciklusa alatt megtermelt áramnak szén-dioxid-kibocsájtása mindössze 11 gramm/kWh, ezáltal a szélerőművek termelnek a leginkább környezetbarát módon áramot. Ezzel szemben a gáztüzelésű hőerőművek 45-ször, míg a széntüzelésű hőerőművek 75-ször annyi szén-dioxidot bocsájtanak ki kilowattóránként, mint a szélerőművek. |
| Szakmai vita folyik a szélenergia magyarországi hasznosíthatóságáról.                                                                          | Nincs szakmai vita, hanem szakmai konszenzus van azzal kapcsolatban, hogy indokolt szélerőműveket építeni Magyarországon. |
| A szélturbinák csúnyák. | A szélturbinák kifejezetten elegáns szerkezetek, amelyek harmonikusan illeszkednek a környezetbe. |
| A szélturbinák hatalmas zajhatást produkálnak.                                                                                                 | A szélturbinák zajhatása olyan minimális, hogy egy 350 méteres távolságban elhelyezett szélturbina mindössze kb. 35-45 decibeles zajt produkál, ami nagyjából megfelel az ember otthonától 5 kilométeres távolságra fekvő út zajának. Ha pedig egy szélturbina legalább 1,5 km-es távolságban van, akkor egyáltalán nem lehet hallani. |
| Ha épülnek szélerőművek, akkor csak akkor van áram, ha fúj a szél.                                                                             | Ezt az állítást a jelentős szélenergia-termeléssel rendelkező országok példája cáfolja; akkor is van áram, ha nem fúj a szél. A termelésingadozást úgy lehet minimálisra csökkenteni, ha párhuzamosan épülnek szél- és naperőművek. Az európai országok villamoshálózata össze van kapcsolva, ami segít kiegyenlíteni a termelésingadozást. Emellett ott van a számos energiatárolási mód, melyek közül a szivattyús víztározós energiatárolók a legelterjedtebbek. |
| Az áram nem tárolható. | Több módja is van az áram tárolásának. A legelterjedtebb ezek közül a szivattyús víztározós energiatárolók. Ennek lényege, hogy építenek két víztározót; egyet alacsonyabbra, egyet pedig magasabbra. Ha túltermelés van az áramból, akkor a felesleges energiát arra használják fel, hogy az alacsonyabban fekvő víztározóból felszivattyúzzák a vizet a magasabban fekvő víztározóba, míg ha kevesebb áram termelődik a fogyasztásnál, akkor leengedik a vizet, mely meghajtja a turbinákat, és így újabb villamosenergiát lehet velük termelni. Vannak egyéb energiatárolási módszerek: ilyenek az akkumulátorok, a hőtárolás és a hidrogén.                                                                   |
| A szélenergia drága. | A szélenergia hasznosítása a napenergiával együtt a legolcsóbb módja az áramtermelésnek. |
| Nem vagyunk gazdag ország. | Mivel Magyarország nem gazdag ország, ezért különösen fontos lenne szélerőművek építése, hiszen a szélenergia a napenergiával együtt a legolcsóbb módja az áramtermelésnek. |
| A szélturbinák lapátjai nem újrahasznosthatók.                                                                                                 | A szélturbinák anyagának a 90%-a újrahasznosítható, szemben a fosszilis erőművekkel, vagy az atomerőművekkel, melyek anyagának lényegében a 0%-a újrahasznosítható. A szélturbinák anyagának 10%-át teszik ki a lapátok, rövidesen ezek is újrahasznosíthatók lesznek. |
| Azért nem épít a kormány szélerőműveket, mert csak a nukleáris- és a napenergiát támogatja a kormány.                                          | Ez az idem per idem nevű helytelen logikai következtetés egyik példája, amikor valaki egy állítást önmagával próbál megmagyarázni. Az érveléstechnika alapvető szabályai szerint ugyanis dolgokat nem magyarázunk önmagukkal. Arra a kérdésre, hogy „miért kék az ég?”, nem válasz az, hogy „azért kék, mert kék, és nem zöld”; ugyanilyen alapon arra a kérdésre, hogy „a kormány miért nem épít szélerőműveket?”, nem válasz az, hogy „azért nem épít, mert nem épít, hanem helyette csak nap- és atomerőművet épít”. |
| A szélerőművek esetében ingadozó az áramtermelés mértéke.                                                                                      | A naperőművek esetében nagyobb az ingadozás mértéke, mint a szélerőművek esetében, a naperőműveknél a termelésingadozás mégsem okoz problémát a kormánynak, és új naperőműveket épített a kormány az elmúlt években. A megújuló energiaforrásokat hasznosító erőművek áramtermelésének ingadozása akkor a legkisebb, ha szélerőműveket és naperőműveket együtt építenek. Nyári időszakban és jó idő esetén ugyanis sok napenergia, de kevesebb szélenergia hasznosítható. Téli időszakban és rossz idő esetén viszont kevesebb napenergia, de több szélenergia hasznosítható. A szél- és a napenergia tehát nem zárják ki egymást, hanem kiválóan kiegészíti az egyik a másikat.                                  |
| A napenergia jobb, mint a szélenergia. | Ez a hamis dilemma egyik példája, mely szembeállítja a napenergiát és a szélenergiát, azt sugallva, mint ha ezek egymást kizáró tényezők lennének, melyek közül vagy az egyiket, vagy a másikat lehet fejleszteni. Valójában a szélenergia és a napenergia egyáltalán nem zárják ki egymást, éppen ellenkezőleg: az áramtermelés ingadozásának csökkentése érdekében a kettőt együtt érdemes fejleszteni. Nyári időszakban és jó idő esetén ugyanis sok napenergia, de kevesebb szélenergia hasznosítható. Téli időszakban és rossz idő esetén viszont kevesebb napenergia, de több szélenergia hasznosítható. A szél- és a napenergia tehát nem zárják ki egymást, hanem kiválóan kiegészíti az egyik a másikat. |
| A szélerőműpark fejlesztése olyan járulékos beruházásokat tenne szükségessé, amelyek mindent összevéve már nem tennék kifizetődővé a bővítést. | Nem derül ki, hogy mik azok az úgynevezett „járulékos beruházások”, amik miatt ne érné meg a szélenergiába fektetni. Még ha lennének is ilyenek, az sem indokolná a tilalmat, hiszen akkor tilalom nélkül sem akarnának a befektetők a szélenergiába beruházni. Azonban a befektetők szívesen beruháznának a szélenergiába, ami bizonyítja, hogy a szélenergia megtérülő beruházás. A külföldi példák is bizonyítják, hogy a szélenergiába fektetett pénz jócskán megtérül. Ezeket a megtérülő beruházásokat lehetetleníti el a szélerőművek építésének tilalma. |
| A szélerőművek hatalmas madárpusztulást okoznak.                                                                                               | A madarakra az épületek és az épületek üvegfelületei a legveszélyesebbek. Négyszer annyi madár pusztul el épületeknek csapódva, mint a magas feszültségű vezetékektől. De még a magasfeszültségű vezetékek, a macskák, a járművek, a növényvédő szerek és az adótornyok is sokkal veszélyesebbek a madarakra, mint a szélturbinák. A szélturbináknak ütközés következtében elpusztuló madarak száma még tovább csökkenthető azáltal, ha a szélkerekek egyik lapátját feketére festik. |

Az energetikai szakemberek zöme úgy véli, a szélerőművek előnyei messze jelentősebbek, mint a hátrányai.

## Szélenergetika a világon
A szélturbinák sorozatgyártása 1979-ben, Dániában kezdődött. Az első gyárak, a Kuriant, a Vestas, a Nordtank és a Bonus megalapozták a modern szélenergia-ipart. Ezek a korai turbinák sokkal kisebb teljesítményűek voltak (20-30 kW), mint a mostaniak. Dánia energiaszükséglete közel egyharmadát szélerőművekkel fedezi, ami a legmagasabb arány világszerte.
Élen jár a szélturbinák gyártásban és használatban egyaránt, és arra törekednek, hogy ezt az arányt 50%-ra növeljék.
Manapság már több országban gyártanak szélturbinákat, és több ezer turbina üzemel világszerte. Jelenleg az összteljesítményük 318 GW, ami 35 GW-tal magasabb az előző évinél. 2013-ban a legnagyobb szélenergia-kapacitással Kína, az Amerikai Egyesült Államok, Németország, Spanyolország és India rendelkezett (lásd a táblázatot).
A bővülés mértékét jelzi, hogy az Egyesült Államokban 2005 óta telepített új áramtermelő kapacitás 35%-a származik szélenergiából, ami meghaladja a szén és földgáz alapú új erőművek teljesítményét. 2000 és 2006 között megnégyszereződött az így termelt villamosenergia mennyisége. A szélerőművek 81%-a az Amerikai Egyesült Államokban és Európában van, de az új telepítések megoszlása az első öt ország között 2004-ben 71%, 2006-ban 62% volt. Az azóta eltelt időszak során Kína is jelentős beruházásokat eszközölt, mára már az ázsiai ország rendelkezik a legnagyobb névleges kapacitással.
Az USA szélenergia termelése 2006 február és 2007 február között 31,8%-kal növekedett.
A szélerőművekben előállított 1 MW villamos energia, 250 átlagos amerikai háztartás ellátásához elegendő. Az Amerikai Szélenergia Egyesület (American Wind Energy Association) szerint 2008-ban az USA teljes energiaszükségletének 1%-át (kb. 4,5 millió háztartás) szélenergiából fedezi, ami 1999-ben még alig 0,1% volt.
Az Amerikai Energia Hivatal (U.S. Department of Energy) tanulmánya szerint három állam, vagy a tengerre telepített (offshore) szélfarmok elegendő szélenergiát termelhetnének az egész ország számára. Texas állam Kaliforniát megelőzve, a legnagyobb termelővé lépett elő. 2007-ben 2 GW-tal akarták emelni jelenlegi kb. 4,5 GW-os teljesítményüket.
India negyedik a legnagyobb szélenergia-kapacitással rendelkező országok között 6270 MW-os termelésével, 2006-ban. A világ össz energiatermelésének 3%-át India állítja elő. 2006 novemberében Delhiben tartották a Nemzetközi Szélenergia Konferenciát (The World Wind Energy Conference), ami új lökést adott az indiai szélenergia-ipar fejlődésének. A Muppandal melletti szélfarm 1500 MW-os és a világon a 3. legnagyobb part menti szélfarm. Az indiai Suzlon Energy a világ legnagyobb szélturbinagyártója.
2017. december 1-jén Dél-Ausztráliában megkezdte működését a világ eddigi legnagyobb, 100 MW/129 MWh-s lítium-ionos akkumulátora. Egy óriási szélerőmű-parkra csatlakoztatva szolgáltat megújuló energiát. A Tesla amerikai vállalat által készített óriásakkumulátor üzembeállítása világpremiernek számít és folyamatos energiaellátást biztosít sok háztartás számára.

## Országonként
Az országok szélerőműveinek kapacitása (beépített teljesítménye) rendezhető táblázatban, 2006-tól 2018-igː
| rangsor 2018-ban | Ország                  | 2006  | 2007  | 2008  | 2009  | 2010  | 2011  | 2012  | 2013  | 2014   | 2015   | 2016   | 2017   | 2018   |
| ---------------- | ----------------------- | ----- | ----- | ----- | ----- | ----- | ----- | ----- | ----- | ------ | ------ | ------ | ------ | ------ |
| 1                | Kína                    | 2599  | 5912  | 12210 | 25104 | 44733 | 62733 | 75564 | 91412 | 114763 | 145104 | 168690 | 188232 | 211392 |
| 2                | Egyesült Államok        | 11603 | 16819 | 25170 | 35159 | 40200 | 46919 | 60007 | 61110 | 65879  | 74472  | 82183  | 89077  | 96665  |
| 3                | Németország             | 20622 | 22247 | 23903 | 25777 | 27214 | 29060 | 31332 | 34250 | 39165  | 44947  | 50019  | 56132  | 59311  |
| 4                | India                   | 6270  | 7850  | 9587  | 10925 | 13064 | 16084 | 18421 | 20150 | 22465  | 27151  | 28665  | 32848  | 35129  |
| 5                | Spanyolország           | 11630 | 15145 | 16740 | 19149 | 20676 | 21674 | 22796 | 22959 | 22987  | 23025  | 23075  | 23170  | 23494  |
| 6                | Egyesült Királyság      | 1963  | 2389  | 3288  | 4070  | 5203  | 6540  | 8445  | 10711 | 12440  | 13603  | 15030  | 18872  | 20970  |
| 7                | Franciaország           | 1589  | 2477  | 3426  | 4410  | 5660  | 6800  | 7196  | 8243  | 9285   | 10358  | 12065  | 13759  | 15309  |
| 8                | Brazília                | 237   | 247   | 339   | 606   | 932   | 1509  | 2508  | 3466  | 5939   | 8715   | 10740  | 12763  | 14707  |
| 9                | Kanada                  | 1460  | 1846  | 2369  | 3319  | 4008  | 5265  | 6200  | 7823  | 9694   | 11205  | 11898  | 12239  | 12816  |
| 10               | Olaszország             | 2123  | 2726  | 3537  | 4850  | 5797  | 6747  | 8144  | 8558  | 8663   | 8958   | 9257   | 9479   | 9958   |
| 11               | Svédország              | 571   | 831   | 1067  | 1560  | 2163  | 2970  | 3745  | 4382  | 5425   | 6025   | 6519   | 6691   | 7407   |
| 12               | Törökország             | 65    | 207   | 433   | 801   | 1329  | 1799  | 2312  | 2958  | 3763   | 4718   | 6101   | 6516   | 7369   |
| 13               | Lengyelország           | 153   | 276   | 472   | 725   | 1107  | 1616  | 2497  | 3390  | 3834   | 5100   | 5782   | 6397   | 5864   |
| 14               | Dánia                   | 3140  | 3129  | 3164  | 3465  | 3752  | 3871  | 4162  | 4807  | 4845   | 5063   | 5227   | 5476   | 5758   |
| 15               | Portugália              | 1716  | 2130  | 2862  | 3535  | 3702  | 4083  | 4525  | 4730  | 4914   | 5079   | 5316   | 5316   | 5380   |
| 16               | Ausztrália              | 651   | 824   | 1306  | 1712  | 1991  | 2176  | 2584  | 3239  | 3806   | 4187   | 4327   | 4557   | 5362   |
| 17               | Mexikó                  | 84    | 85    | 85    | 520   | 733   | 873   | 1370  | 1859  | 2551   | 3073   | 3527   | 4005   | 4935   |
| 18               | Hollandia               | 1571  | 1759  | 2237  | 2223  | 2237  | 2328  | 2391  | 2671  | 2805   | 3431   | 4328   | 4341   | 4471   |
| 19               | Japán                   | 1309  | 1528  | 1880  | 2056  | 2304  | 2501  | 2614  | 2669  | 2789   | 3038   | 3234   | 3400   | 3661   |
| 20               | Írország                | 746   | 805   | 1245  | 1260  | 1379  | 1614  | 1738  | 2049  | 2272   | 2486   | 2830   | 3127   | 3564   |
| 21               | Belgium                 | 194   | 287   | 384   | 563   | 911   | 1078  | 1375  | 1651  | 1959   | 2229   | 2386   | 2843   | 3360   |
| 22               | Ausztria                | 965   | 982   | 995   | 995   | 1011  | 1084  | 1378  | 1684  | 2095   | 2412   | 2632   | 2828   | 3045   |
| 23               | Románia                 | 2     | 7     | 10    | 14.1  | 462   | 982   | 1905  | 2599  | 2953   | 2976   | 3028   | 3029   | 3029   |
| 24               | Görögország             | 758   | 873   | 990   | 1087  | 1208  | 1629  | 1749  | 1866  | 1980   | 2152   | 2374   | 2651   | 2844   |
| 25               | Dél-afrikai Köztársaság | –     | –     | –     | –     | –     | –     | –     | 10    | 570    | 1053   | 1471   | 2094   | 2085   |
| 26               | Finnország              | 86    | 110   | 143   | 147   | 197   | 199   | 288   | 447   | 627    | 1005   | 1539   | 2113   | 2041   |
| 27               | Chile                   | –     | –     | –     | 20    | 168   | 172   | 205   | 331   | 836    | 933    | 1424   | 1540   | 1621   |
| 28               | Uruguay                 | –     | –     | –     | –     | –     | 43    | 56    | 59    | 701    | 845    | 1210   | 1505   | n.a.   |
| 29               | Norvégia                | 325   | 333   | 428   | 431   | 441   | 512   | 704   | 811   | 819    | 838    | 838    | 1162   | 1675   |
| 30               | Dél-Korea               | 176   | 192   | 278   | 348   | 379   | 407   | 483   | 561   | 609    | 852    | 1089   | 1136   | 1302   |
| 31               | Marokkó                 | 64    | 125   | 125   | 253   | 286   | 291   | 291   | 487   | 787    | 787    | 787    | 787    | 1207   |
| 32               | Egyiptom                | 230   | 310   | 390   | 430   | 550   | 550   | 550   | 550   | 610    | 610    | 810    | 810    | 1190   |
| 33               | Pakisztán               | –     | –     | –     | –     | –     | –     | –     | –     | –      | 255    | 591    | 792    | 1189   |
| 34               | Thaiföld                | –     | –     | –     | –     | –     | 7     | 112   | 223   | 223    | 223    | 430    | 648    | 778    |
| 35               | Argentína               | –     | –     | –     | –     | –     | 113   | 167   | 204   | 204    | 204    | 204    | 228    | 722    |
| 36               | Tajvan                  | 188   | 280   | 358   | 436   | 519   | 564   | 564   | 614   | 633    | 647    | 682    | 692    | n.a.   |
| 37               | Bulgária                | 36    | 70    | 120   | 177   | 500   | 612   | 674   | 681   | 691    | 691    | 691    | 691    | 691    |
| 38               | Új-Zéland               | 171   | 322   | 325   | 497   | 530   | 623   | 623   | 623   | 623    | 623    | 623    | 623    | n.a.   |
| 39               | Horvátország            | n/a   | n/a   | 69.4  | 104   | 152   | 187.4 | 207.1 | 302   | 347    | 387    | 422    | 613    | 583    |
| 40               | Ukrajna                 | 86    | 89    | 90    | 94    | 87    | 151   | 302   | 371   | 498    | 514    | 526    | 593    | 533    |
| 41               | Litvánia                | 56    | 50    | 54    | 91    | 163   | 203   | 263   | 279   | 279    | 315    | 493    | 493    | 439    |
| 42               | Fülöp-szigetek          | –     | –     | –     | –     | –     | –     | –     | 66    | 216    | 216    | 427    | 427    | 427    |
| 43               | Costa Rica              | –     | –     | 74    | 123   | 119   | 132   | 147   | 148   | 198    | 268    | 319    | 378    | n.a.   |
| 44               | Peru                    | –     | –     | –     | –     | –     | –     | –     | 146   | 148    | 148    | 243    | 243    | 375    |
| 45               | Magyarország            | 61    | 65    | 127   | 201   | 295   | 329   | 329   | 329   | 329    | 329    | 329    | 329    | 329    |
| 46               | Etiópia                 | –     | –     | –     | –     | –     | 23    | 81    | 171   | 171    | 324    | 324    | 324    | n.a.   |
| 47               | Csehország              | 57    | 116   | 150   | 192   | 215   | 217   | 260   | 269   | 281    | 281    | 281    | 308    | 317    |